# Махнёва, Раиса Ивановна
Раиса Ивановна Махнёва (10 сентября 1931 — 2 июня 2022) — передовик советской текстильной промышленности, ткачиха Оренбургского шелкового комбината, Герой Социалистического Труда (1971).

## Биография
Родилась 10 сентября 1931 года в райцентре Беляевка Оренбургской области в семье служащего.
Окончила школу ФЗО в Оренбурге и начала работать ткачихой на Оренбургском шелковом комбинате. Стала одной из первых многостаночниц предприятия.
За восьмую пятилетку (1966—1970 годы) выработала сверх плана около 8 тысяч метров высококачественного крепдешина, обучила ткацкому делу восемь работниц индивидуально и несколько человек — в школе передового опыта. В 1967 году награждена орденом «Знак Почёта».
Указом Президиума Верховного Совета СССР от 5 апреля 1971 года за выдающиеся успехи в досрочном выполнении заданий пятилетнего плана и большой творческий вклад в развитие производства тканей, трикотажа, обуви, швейных изделий и другой продукции лёгкой промышленности Махневой Раисе Ивановне присвоено звание Героя Социалистического Труда с вручением ордена Ленина и золотой медали «Серп и Молот».
В девятую пятилетку (1971—1975 годы) перевыполнила план, выпустив сверх него 9 тысяч метров добротных шелковых тканей, обучила ткацкому делу десять молодых работниц.
Получила пятый квалификационный разряд, и перейдя на новое оборудование, стала работать на четырёх станках, вместо трёх по норме, досрочно выполнила пятилетний план.
Делегат XXIV съезда КПСС (1971 год).
Скончалась 2 июня 2022 года на 91-м году жизни. Похоронена на кладбищенском комплексе «Степной-1».

## Награды
- Герой Социалистического Труда (1971),
- Орден Ленина (1971),
- Орден «Знак Почёта» (1967),
- Медали СССР.